# Tonge (Leicestershire)
Tonge – osada w Anglii, w hrabstwie Leicestershire, w dystrykcie North West Leicestershire, w civil parish Breedon on the Hill. Leży 25 km od miasta Leicester. W 1870-72 osada liczyła 150 mieszkańców. Tonge jest wspomniana w Domesday Book (1086) jako Tunge.